# Sentiero dell'Alto Serio

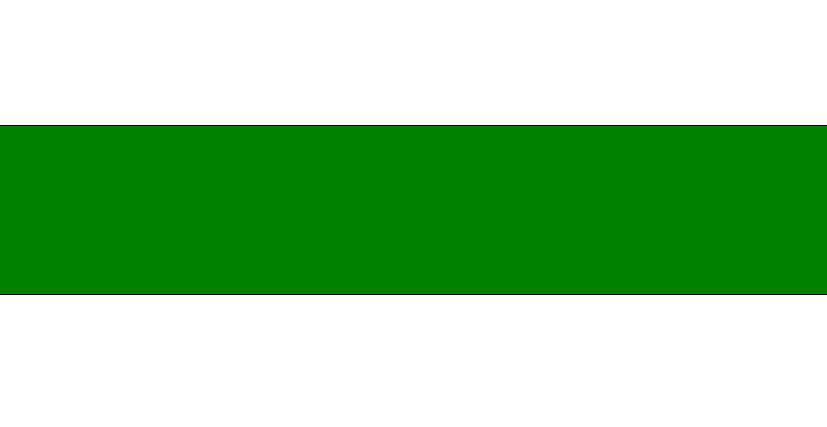
Segnavia del Sentiero dell'Alto Serio

Il sentiero dell'Alto Serio percorre la Val Seriana nel suo alto corso, da Gorno fino a Clusone, descrivendo una traiettoria ad arco tra i due versanti della valle. A differenza del sentiero delle Orobie, si svolge a quote intermedie tra il fondovalle e le vette alpine. Per questo, non si tratta di un sentiero particolarmente impegnativo, se non per la lunghezza (85 km). Tuttavia, è possibile suddividerlo in più tappe.
È stato realizzato dalla Comunità montana della Valle Seriana Superiore, unendo antichi sentieri che collegavano i vari paesi del fondovalle. Prende nome ovviamente dal fiume Serio, che attraversa per intero la valle. È segnalato tramite una bandiera a bande verticali: due bianche che ne racchiudono una verde.

## Prima tappa: da Gorno a Villa d'Ogna

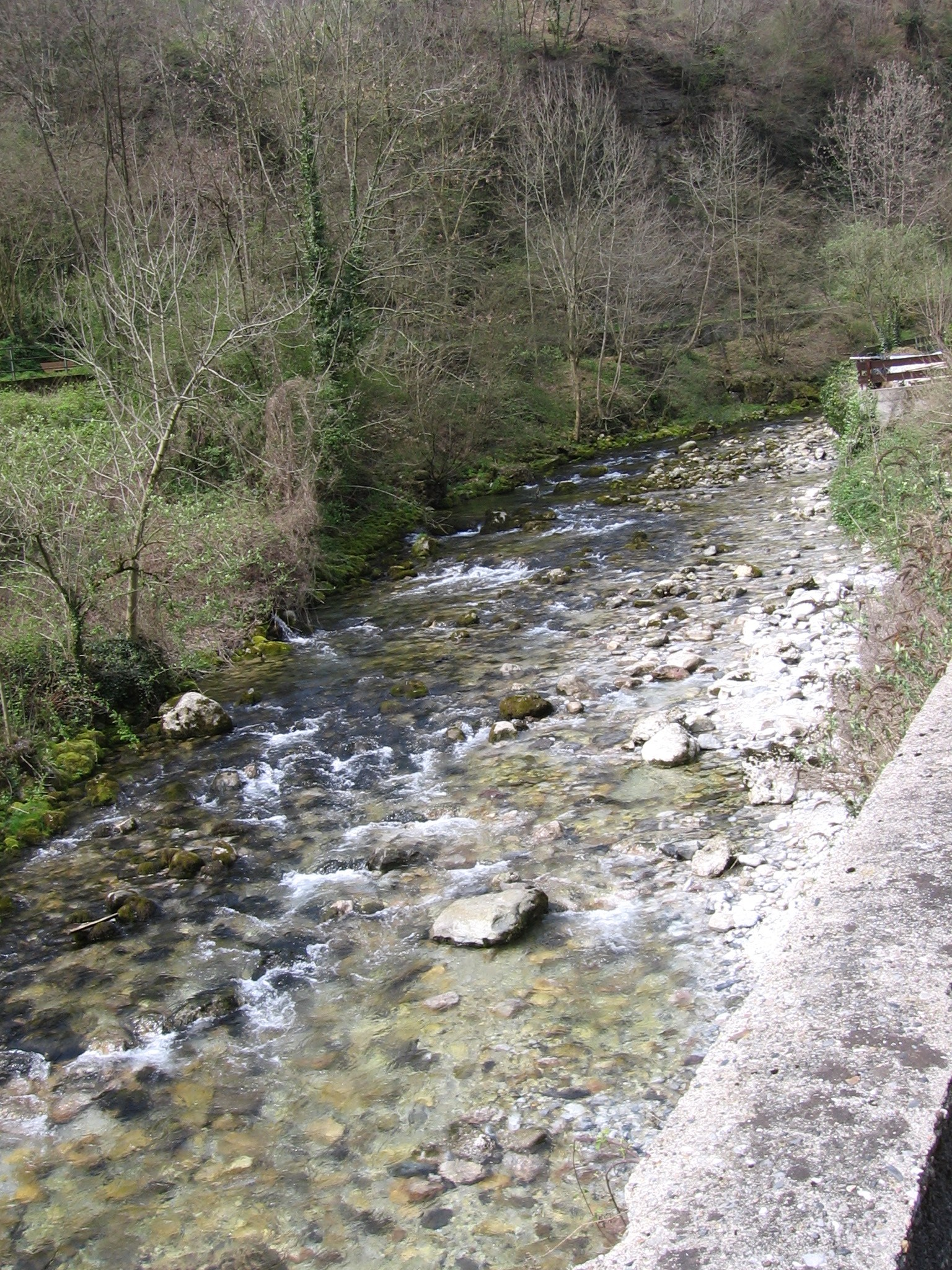
Il torrente Nossana nell'omonima valle

Il punto di partenza del sentiero è posto nella contrada S. Giovanni di Gorno, raggiungibile percorrendo la strada che da Ponte Nossa porta in Val del Riso (dove scorre l'omonimo torrente). Nella contrada si incontra un cartello indicatore del tracciato. Si entra in un percorso pianeggiante, circondato da caratteristiche baite e da arbusti. Il percorso rimane pianeggiante fino all'entrata di un bosco (rado), dopodiché il sentiero scende nella Valle Rogno (percorsa da un torrente solo in caso di piogge recenti). Proseguendo il sentiero, ci si porta in un prato, sempre costellato da baite dal quale il panorama che si gode sulle cime vicine è di ampio respiro (Presolana, 2521 m s.l.m.); Monte Alben, 2019 m s.l.m.; Monte Pora, 1879 m s.l.m.; la costa del Pizzo Formico, 1636 m s.l.m..
Superato il prato, si rientra nel bosco per poi raggiungere l'abitato di Premolo (626 m s.l.m.). Superato l'abitato, e seguendo sempre i segnavia del sentiero, si entra in Val Nossana, dove si trovano le sorgenti della Nossana la cui portata piuttosto elevata e costante (1,5 m³ al secondo) ha finito per contribuire all'acquedotto di Bergamo. Nella valle, tuttavia, è ancora possibile notare la presenza di magli e mulini, alcuni di questi tutt'oggi funzionanti. Il sentiero incontra qui una diramazione (sentiero CAI N° 245) che porta fin sotto la Cima di Valmora (2198 m).
In discreta discesa, si guada il torrente per raggiungere il lato opposto della valletta. Anche qui si incontra una diramazione, stavolta con il sentiero N°245, che porta prima al rifugio Baita di Sopra (1377 m s.l.m.), quindi al più noto Rifugio Santamaria in Leten (1751m s.l.m.), attorniato da un gruppo di baite. Vicino a questa diramazione si incontra una dozzina di case: la frazione di Cossaglio. Oltrepassato il paese, si prosegue per un tratto sostanzialmente rettilineo (saliscendi). Si arriva così all'abitato di Parre, precisamente al cimitero, dove si devia a sinistra lungo una strada dal fondo cementato. Poco prima di un santuario (S.S. Trinità, 762 m slm) si devia a destra in un sentiero ben segnalato ma impegnativo, che si addentra in un bosco. Al termine di questo tratto ci si imbatte in una fontanella.
Si prosegue lungo il sentiero (Cai N°241), che porta alla Cappella di S. Antonio (1045 m slm). Qui si trova un triplo bivio: si sceglie di non continuare il sentiero Cai, ma di proseguire in direzione di Festi Rasini. Questo tratto presenta l'attraversamento della Valle dei Frati, con l'omonimo torrente che scende dal Monte Vaccaro (1958 m slm): fare attenzione soprattutto in primavera, perché il torrente può essere ingrossato dalla fusione delle nevi. Superato il guado, si scende verso il fondovalle Seriano fino ad arrivare alla località di Festi Rasini, frazione di Villa d'Ogna.

## Seconda tappa: da Villa d'Ogna a Valgoglio

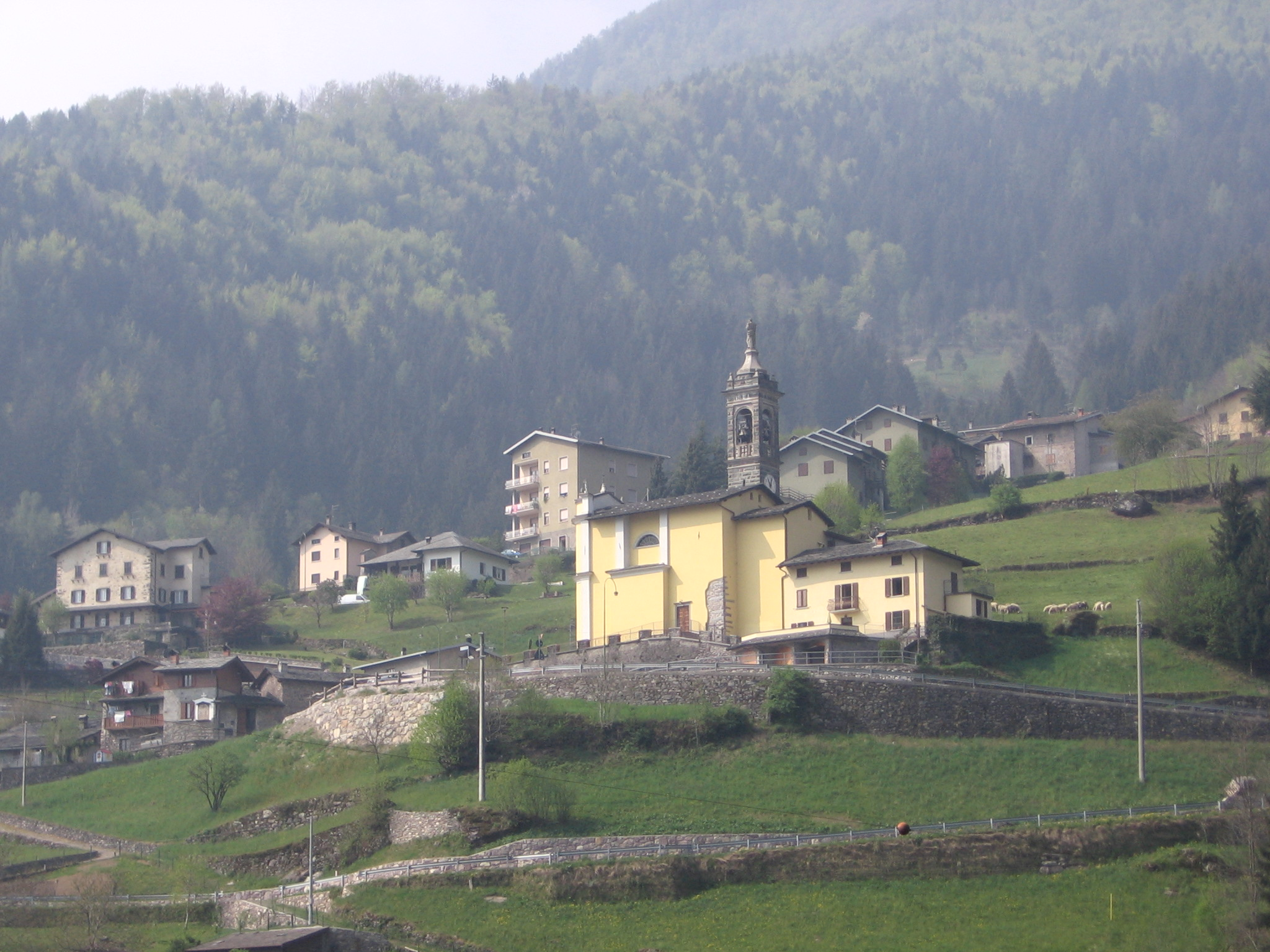
Novazza (frazione di Valgoglio)

Da Festi Rasini il sentiero si dirige verso la frazione di Valzella (530 m slm), stando a cavallo tra la strada provinciale e il corso del Serio. Arrivati a Valzella, ci si dirige verso monte, attraversando la provinciale e il borgo, e dirigendosi verso Ludrigno (557 m slm). Entrati nel borgo, il sentiero piega verso sinistra (seguire i cartelli). Il sentiero si porta, seguendo una salita, in Valle Vendulo, dove bisogna porre molta attenzione ai residui di frane. Superato il guado (come nel caso della Valle dei Frati, fare attenzione nei periodi primaverili), il sentiero prosegue, sempre in salita, verso la frazione di Cerete (o Cerrete), frazione di Ardesio (di cui si può godere il panorama), ad un'altezza di poco meno di 800 m slm (793m).
Si raggiunge un bivio: a destra si scende verso l'abitato, a sinistra invece si può seguire il sentiero Cai N° 264. Comunque, si prosegue dritti lungo una strada dal fondo cementato che, pianeggiante prima e in falsopiano poi, si addentra in una caratteristica e folta abetaia. Usciti dall'abetaia ci si trova in un prato all'imbocco della Valcanale, una delle maggiori valli laterali dell'Alta Valle Seriana, percorsa dal torrente Acqualina e nella quale si adagiano i borghi di Marinoni (770 m slm), Rizzoli (824 m slm), Zanetti (971 m slm), Grini (942 m slm), Valcanale (987 m slm) e Babes (1030 m slm), dove un tempo esistevano degli impianti sciistici.
Proseguendo il percorso in direzione del fondovalle, si incontra la Baita di Camnare, mentre sulla sinistra si staglia, sempre più imponente, la costiera del Monte Secco (2266 m slm) e della Cima del Fop (2322 m slm). Poco dopo aver oltrepassato il torrente Acqualina, si giunge nel fondovalle vicino all'abitato di Marinoni, per poi salire improvvisamente verso la contrada di Bani (1025 m slm), passando dalle case di Ficarelli. Superato Bani, si prosegue su un tratto pianeggiante che porta alle Stalle Mazzoni, quindi si incontra un saliscendi che porta ad un bivio: qui passa la strada che porta alle ex miniere di uranio di Novazza, alle quali la popolazione locali si è osteggiata fieramente. Poco dopo il bivio, sempre in leggera discesa, si giunge all'abitato di Novazza, frazione di Valgoglio (884 m slm), dove si conclude la seconda tappa del sentiero.

## Terza tappa: da Valgoglio a Gandellino

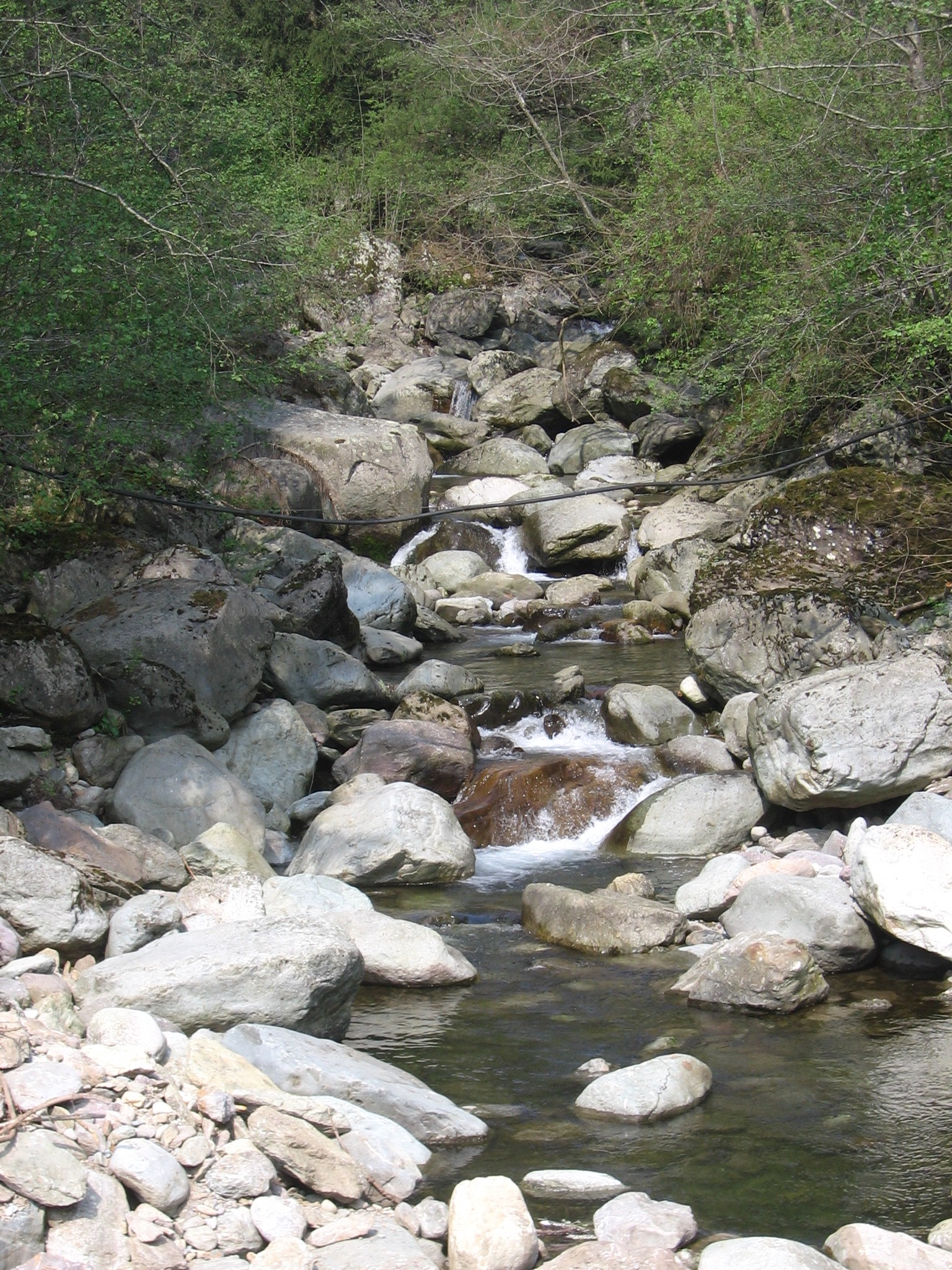
Il torrente Goglio, che dà il nome all'omonima valle

Da Novazza si prende un sentiero che, con una salita abbastanza impegnativa si inoltra nella valle del Goglio, caratterizzata dalla presenza di un bel bosco (faggeta). Si raggiunge la zona denominata "le cascatelle" poste a circa 1100 metri slm, quindi si continua in direzione del Rifugio Gianpace (in alternativa, si può prendere un sentiero sulla destra che guada il torrente Goglio, ma è fortemente sconsigliabile soprattutto in primavera e autunno, cioè nelle stagioni dove presenta la portata massima, che può raggiungere anche i 4 o 5 m³ in caso di piena eccezionale).
Raggiunto il rifugio (1335 m slm), posto proprio all'imbocco della Val Sanguigno, si supera il torrente utilizzando il ponticello nelle immediate vicinanze del rifugio e, seguendo il sentiero Cai N° 232-267, si raggiunge la centrale elettrica che sfrutta gli invasi delle dighe del Lago Cernello (1960 m slm) e Sucotto (1876 m slm). Arrivati alla centrale, si segue la strada asfaltata che porta al paese di Valgoglio (929 m slm), caratteristico borgo montano. Da Valgoglio, con una leggera salita, ci si dirige verso la chiesetta della S.S. Trinità (1052 m slm), quindi dopo poche centinaia di metri si raggiunge la cappella delle Maschere (1074 m slm), attorniata da diverse baite.
Il sentiero prosegue prima in discesa, quindi in salita, raggiungendo la Val Grabiasca, col suo torrente omonimo, che raccoglie le acque di scolo provenienti dal Monte Segnale (2185 m slm), il Monte Madonnino (2502 m slm), il Monte Grabiasca (2705 m slm) e la catena che dal Pizzo Poris (2712 m slm) porta al Pizzo Ceppo (2292 m slm), che col suo versante sud domina sul piccolo abitato di Grabiasca (767 m slm). Proprio la frazione di Gandellino segna il cambio di versante del sentiero, nonché l'ultima puntata sul fondovalle principale prima dell'arrivo.

## Quarta tappa: da Gandellino agli Spiazzi di Gromo

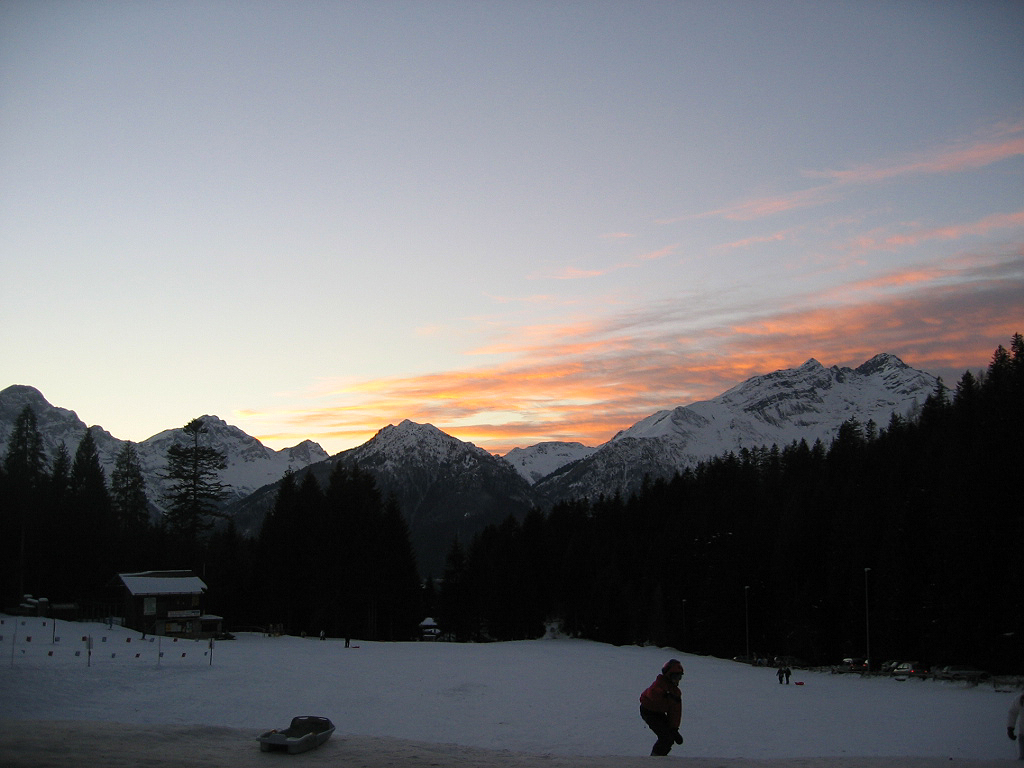
Tramonto invernale dagli Spiazzi

Il cambio di versante rappresenta anche il cambiamento della vegetazione, più folta e composta in prevalenza da abeti rossi. Il sentiero parte da Grabiasca, frazione di Gandellino. Da qui, si scende verso Bondo (730 m slm) sfruttando la strada asfaltata che si collega direttamente con la provinciale, passando prima per l'abitato di Legnaio. Da qui il sentiero sale verso la contrada di Tezzi Alti (980 m slm) e si immette in Val Sedornia.
Si segue il sentiero (segnalato dal Cai con la numerazione 309), salendo con pendenza costante e non troppo impegnativa fino a trovare un'area adibita a sosta denominata "Spias de la Martisola" (1140 m slm) dove si può notare un masso erratico caratterizzato da varie incisioni antiche. Dopodiché, si incontrano due bivi, a poca distanza l'uno dall'altro. Si prende in ambedue i casi la destra, che nel secondo bivio corrisponde ad una decisa variazione di percorso. Si scende leggermente per superare il torrente che percorre la valle, che nasce poco sotto il Passo di Valgrande (1960 m slm), posto tra la Val Sedornia e la Valle Stretta di Lizzola. Al passo è presente un impianto di risalita di recente costruzione, che ha permesso l'apertura di nuove piste da sci in Val Sedornia.
Seguendo una carrareccia (segnavia Cai N° 313) ci si dirige verso valle, non senza ampi scorci panoramici sulle Alpi Orobie. Il sentiero è in leggera discesa, ed è decisamente "riposante", in quanto non presenta difficoltà di alcun tipo, ma anzi permette di rilassarsi a fondo in un bel bosco. Percorrendo così il versante ovest della Costa Magrera (1624 m slm) si giunge a Boario (950 m slm) tramite una stradetta che, con qualche tornante in discesa, porta alla strada che da Gromo (656m s.l.m.) porta agli Spiazzi (1150 m slm). Gli Spiazzi di Gromo sono una località turistica rinomata sia per la presenza di diversi impianti di risalita e che per le maestose pinete che ricoprono i monti che circondano il borgo: la già citata Costa Magrera, il Monte Avert (2084 m slm), il Monte Timogno (2172 m slm), la Cima Vodala (2099 m slm) e, a sud, il Monte Corrù (1823 m slm) e il Monte Redondo (1799 m slm).

## Quinta tappa: dagli Spiazzi di Gromo a Valzurio

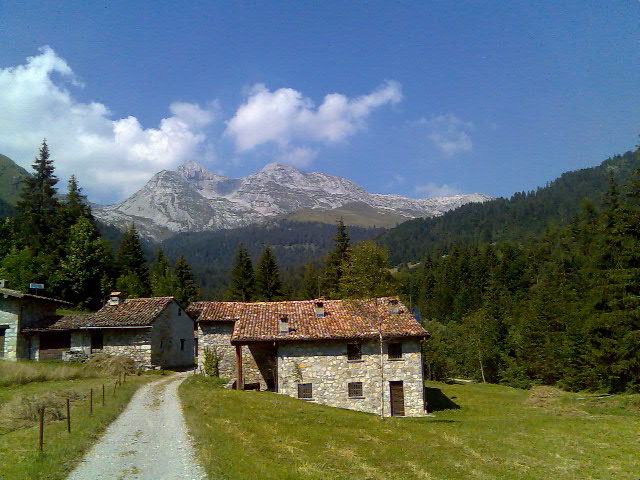
Le stalle del Moschel. Sullo sfondo, il Monte Ferrante (a sinistra) e il Ferrantino

Il sentiero si inerpica nei Valloni con una salita piuttosto ripida (che difatti d'inverno è occupata dalle piste da sci). Si lascia sulla sinistra il sentiero che porta al Rifugio Vodala (1620 m slm) e si arriva, con una pendenza che non accenna a diminuire, all'ampia sella erbosa dove si adagiano le Baite Vodala (1582 m slm), il punto più alto dell'intero sentiero. In alternativa, si può  salire fino al rifugio per poi ridiscendere da questo alle Baite attraverso un sentiero che li collega. La vista dalle baite è su tutto il versante meridionale delle Orobie Centro-Orientali.
Sempre seguendo il sentiero Cai N°312, si scende (si incontra una piccola sorgente d'acqua) verso Ave d'Ardesio. La discesa, seppur ripida, è ingentilita dalla presenza di numerosi tornanti, che portano prima alle baite di Candave (1355 m slm), poi all'abitato di Ave (1099 m slm). Si continua a scendere lungo una carrareccia (che conduce a Piazzolo) ma appena giunti alla Cappella della Sacra Famiglia si svolta a sinistra in un sentiero che scende fino a toccare il torrente Rino, un altro dei numerosi affluenti del Serio. Una volta oltrepassato il fiumiciattolo, si guadagna quota velocemente per giungere alle cascine di Colle Palazzo, uno dei numerosi alpeggi della zona.
Qui si presenta un bivio, percorribile da entrambe le strade. Scegliendo di svoltare a destra, si giunge velocemente all'abitato di Valzurio (814 m slm), conclusione della tappa, mentre se si sceglie di girare a sinistra la strada è decisamente più lunga ma anche più appagante. Si percorre una salita che porta alla Stalla Nuova (1455 m slm); da qui il sentiero scende costantemente proseguendo verso le Stalle Moschel. Si oltrepassa un primo bivio a destra, si prende invece proprio in questa direzione il sentiero N°314 (secondo bivio) ed in breve si raggiungono le stalle. Decisamente appagante la vista su Ferrante (2427 m slm), Ferrantino (2325 m slm) e sulla Cresta di Valzurio della Presolana (2521 m slm). Dalle stalle si percorre la carrareccia che porta prima all'abitato di Spinelli (950 m slm), quindi a Valzurio, accompagnati dal galoppante torrente Ogna.

## Sesta tappa: da Valzurio a Clusone

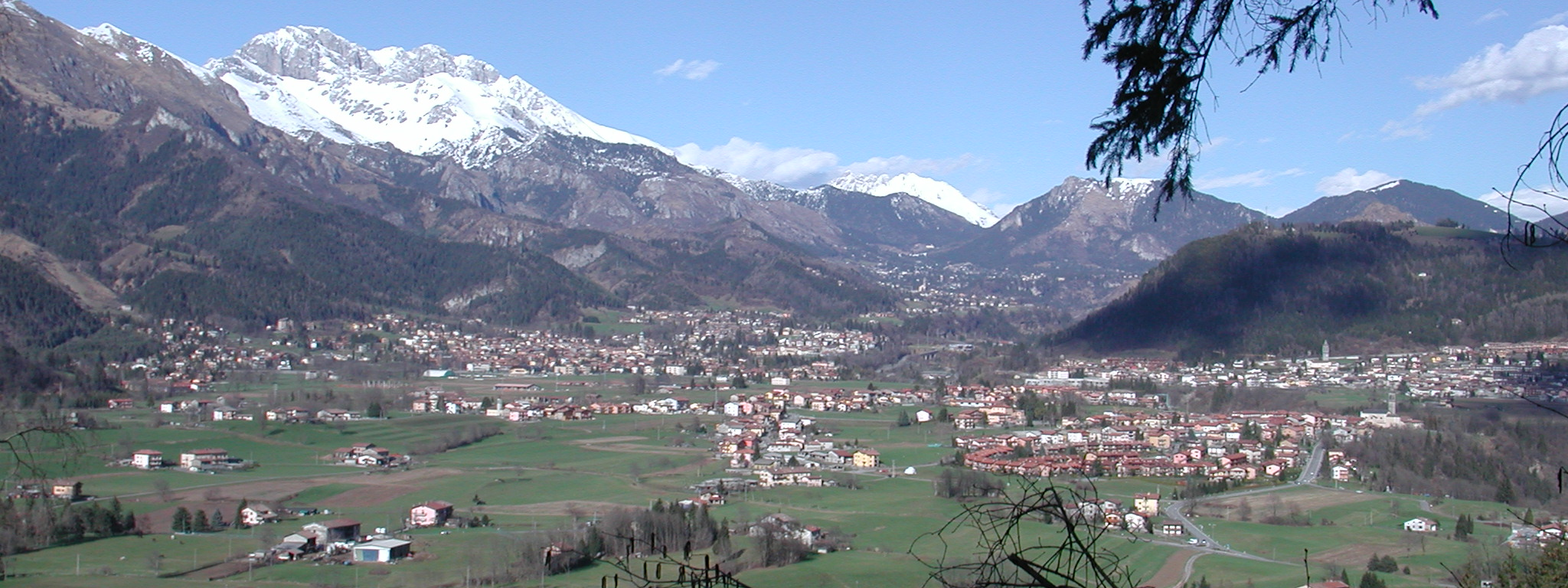
L'altopiano di Clusone. Da sinistra: la Presolana, il Pizzo Camino, lo Scanapà e l'altopiano di Falecchio

Da Valzurio si prende il sentiero che svolta a sinistra (o a destra con il viso rivolto alla Presolana); il sentiero, dopo aver attraversato il torrente Ogna, lo affianca per circa un chilometro, ci si dirige, con una salita piuttosto ripida ma caratterizzata da numerosi tornanti, verso il Colle di Blum (o Cima Blum, 1297 m slm). Da qui il panorama di cui si può godere è vasto, riuscendo a toccare anche il Lago d'Iseo. Si prosegue verso sud immettendosi in una strada che, scendendo ripida in un bosco, arriva a Fino del Monte.
Volendo, dalla cima Blum si può proseguire per il sentiero N° 317 che, costeggiata la Cima Crapet (1153 m slm) scende velocemente verso la città di Clusone.